# 方懋學
方懋學（1549年—1592年），字壯行，號舉岩，福建福州府福清縣人，民籍，明朝政治人物。

## 生平
萬曆七年（1579年）己卯科福建鄉試第五十名，萬曆十一年（1583年）癸未科會試第一百七十一名，登三甲第十一名進士。都察院觀政，授行人，十六年候补工部主事，本年填补擢工部营缮司主事，质直温和，不隨波逐流。萬曆二十年卒，年四十四。

## 家族
曾祖方垣；祖父方文佑；父方鏜。母魏氏。
有三子：方乔岳（字东孺，号日观）、方乔嶐（字长孺，号钟石）、方乔嵩（字骏孺，号今吕）。